# جين سومرفيل
جين سومرفيل (بالإنجليزية: Jane Somerville)‏ (بلاتناور 24 يناير 1933) أستاذة فخرية بريطانية لأمراض القلب في كلية لندن الإمبراطورية المعروفة لوضعها تعريف واختصاصات فرعية لأمراض القلب الخلقية لدى البالغين (GUCH)، بالإضافة إلى اختيارها لتكون أول اختصاصية أمراض قلبية تقوم بعملية زراعة القلب في بريطانيا 1968.
تلقت سومرفيل تعليمها الأول في مدرسة إعدادية للبنين في شمال ويلز ومن ثم كلية كوينز في لندن ثم في مدرسة الطب في كلية كينغ، لقد تحول طموحها من طموح جراحي أولي إلى ممارسة مهنة في أمراض القلب في مستشفى القلب الوطني ومستشفى الأطفال المرضى في غريت أورموند ستريت ثم في مستشفى برومبتون.
أدى عملها إلى افتتاح أول جناح في العالم مخصص للأطفال والمراهقين المصابين بأمراض القلب الخلقية، والمؤتمر العالمي الأول لأمراض القلب للأطفال في لندن، ومؤسسة خيرية أُطلق عليها لاحقًا اسم «مؤسسة سومرفيل» تكريماً لها.يُعرف المهنيون الطبيون الذين دربتهم والذين جاءوا للاحتفال بها ومتابعة نهجها باسم «وحيدي القرن».

## بداية حياتها وتعليمها
ولدت جين سومرفيل في ميدان إدواردزكينسينغتون في لندن  في 24 يناير 1933 لجوزيف بيرترام بلاتناور الذي كان يعمل ناقداً مسرحياً لدى مجلة تاتلر وبيرل آشتون التي كانت تعمل في فوغ. قضت طفولتها الأولى تحت إشراف مربية إيرلندية صارمة في بيت الأسرة في بارك سويؤ الذي أصبح فيما بعد مقراً لجمعية «ذا برينس ترست» الخيرية.
تم إرسال سومرفيل إلى مدرسة إعدادية للبنين في قرية بورتميريون في ويلز وذلك خلال الحرب العالمية الثانية وقصف لندن عندما طُلب من الأطفال مغادرة لندن. وقد بقيت هناك لمدة ثلاث سنوات كواحدة من أصل ست فتيات من بين 70 فتى.
بعد القيام بدراسات في العلوم في كلية كوينز في هارلي ستريت لندن حصلت سومرفيل على القبول في مدرسة الطب في كلية كينغ التي يهيمن عليها الذكور والتي فتحت أبوابها للإناث خلال العامين السابقين فقط إذ كان الذكور يشكلون 90% من الطلاب في الفصل.
تأثرت خلال سنواتها الدراسية بزيارة ألفريد بلوك من مستشفى جون هوبكنز للكلية الذي أدت إنجازاته في مجال علاج رباعي فالو بواسطة شنت بلالوكتاوسينغ إلى تغيير حياة الأطفال. أصبح من الممكن حالياً تصحيح أمراض القلب المميتة وتحويل الطفل المزرق إلى اللون الوردي الطبيعي في غضون عدة دقائق.

## بداية ممارستها المهنية الطبية
كانت تهدف سومرفيل في البداية إلى الحصول على وظيفة في مجال جراحة القلب والعمل مع رائد الجراحة القلبية السير راسل بروك. لكنها أدركت افتقارها إلى البراعة وقد روت لاحقاً «لم أكن جيدة لأن يدي لم تكن متصلة برأسي» وغيرت مسارها لتصبح طبيبة أمراض القلب. أصبحت أول طبيبة مسجلة في مستشفى غاي.
في عام 1958أصبحت مسجّلة في مستشفى القلب الوطني حيث ضمها اختصاصي القلب بول وود إلى فريقه وهنا قادها اهتمامها بأمراض القلب الخلقية إلى العمل في وقت واحد في مستشفى الأطفال المرضى في غريت أورموند ستريت في لندن وتعلمت عن الأمراض لدى الأطفال والجراحة مع ريتشارد بونهام كارتر وديفيد ووترستون.
في عام 1967 وخلال فترة من الابتكارات الهامة في جراحة القلب تم تعيين سومرفيل كاستشارية في مستشفى القلب الوطني. أدركت الحاجة غير الملباة للعدد المتزايد من المراهقين والبالغين الذين نجوا الآن من أمراض القلب التي وُلدوا بها مما أسّس مفهومGUCH (أمراض القلب الخلقية لدى البالغين). واجهت هذه المجموعة الجديدة من الناجين مشاكل طبية جديدة وسرعان ما تطلب الأمر تكرار العمليات لدى بعضهم مما شكل تحدياً لاختصاص أمراض القلب في ذلك الوقت.
عملت سومرفيل أيضاً جنبًا إلى جنب مع جراح القلب والصدر دونالد روس الذي اختارها لتكون طبيبة القلب لأول عملية زرع قلب في المملكة المتحدة في عام 1968. شاركوا في تأليف عدد من المقالات المبتكرة بما في ذلك التقرير الأول عن استخدام طعم خيفي للصمام الأبهري لإصلاح رتق الرئة عام 1966.

## مسيرتها المهنية الطبية اللاحقة

### جناح بول وود
نجحت سومرفيل في عام 1975 التي دائماً ما تكون «حادة ومستعدة للمعركة» في جمع التبرعات الكافية لفتح أول جناح في المستشفى حول العالم مخصص للأطفال والمراهقين المصابين بأمراض القلب الخلقية الذي سمي بجناح بول وود. كان الجو يختلف عن جناح الأطفال البحت، في حين أنه يحتوي على منطقة لعب للأطفال يشرف عليها مرشد للعب فإنه يحتوي أيضاً على مطبخ للمراهقين والعائلات حيث يمكن لأفراد الأسرة التفاعل مع بعضهم البعض وتناول القهوة وتقديم وجبة خفيفة. كان هذا موضع تقدير من قبل المراهقين الأكبر سناً الذين بدورهم دعموا المرضى الصغار.

### المؤتمر العالمي
عقدت في عام 1980 أول مؤتمر عالمي لأمراض القلب لدى الأطفال في لندن وهو مفهوم قامت بتصوره. طوّعت في عام 1988 جراح القلب الأمريكي جون دبليو كيركلين خلال المؤتمر الجراحي الأول لطب الأطفال في بيرغامو مما أدى إلى التعاون بين جراحي القلب وأطباء القلبية.
أدت القيادة والتدريس الرائع الذي قامت به سومرفيل عن أمراض القلب الخلقية لدى البالغين إلى أن يتم اتباعها من قبل «وحيدي القرن»  متدربوها السابقون الذين يجتمعون في المؤتمر العالمي لأمراض قلب الأطفال كل عام للاحتفال بحياتها وعملها.  أجابت سومرفيل في شرح «وحيدي القرن»:
أحاول تعليم زملائي أنهم يمتلكون مخيلة ويجب أن يكونوا قادرين على تشخيص مرض لم يسبق لهم رؤيته أو القراءة عنه ولهذا الامر عليهم أن يستجمعوا ذاكرتهم أيضاً. لهذا يطلق على المتدربين اسم وحيد القرن لأنني كنت أخبرهم أنه هناك هذا الحيوان الخيالي الذي لم يره أحد مسبقاً ولكن إن رأيته في الجناح فيجب أن تتعرف عليه. بدون القدرة على التخيل فأنا لست متأكدة تماماً أنه سيمكنك أن تعرف ماذا يجري.

### مستشفى برومبتون
تم تأسيس مستشفى القلب الوطني في مستشفى برومبتون عام 1989 إلا أن جناح المراهقين لم يتم إدراجه في المرحلة الانتقالية لذا عملت سومرفيل على إعادة تأسيس واحد والذي أعيد تسميته فيما بعد باسم وحدة جين سومرفيل لأمراض القلب الخلقية لدى البالغين عام 1996.
جمعية المرضى البالغين المصابين بأمراض القلب الخلقية GUCH
أسست سومرفيل في أوائل التسعينات الجمعية الأوروبية لأمراض القلب للعمل على GUCH
وأصبحت رئيسة الجمعية عام 1995 كان مرضى GUCH يواجهون مشاكل عديدة خارج حاجتهم الطبية التي أسستها وأصبحت رئيسة جمعية مرضى GUCH في عام 1994وتم إطلاقها من مستشفى رويال برومبتون الآن. يمكن لمرضى GUCHحالياً التحدث مع بعضهم البعضوطلب المساعدة لجميع المشاكل الاجتماعية والالتقاء ليشعروا أنهم ليسوا وحدهم. تم دعم المنظمة من قبل مؤسسة القلب البريطانية وتم تغيير اسمها لاحقًا إلى مؤسسة سومرفيل على شرفها.

## الجوائز والتكريم
حصلت سومرفيل على الميدالية الذهبية للجمعية الأوروبية لأمراض القلب وأمناء صندوق جايز في الجراحة السريرية وجائزة الخدمة المتميزة للكلية الأمريكية لأمراض القلب.
في عام 2012 تم تسمية سومرفيل كواحدة من خمس أساطير في أمراض القلب في الجلسات العلمية للكلية الأمريكية لأمراض القلب. «صانعة المشاكل المعلنة ذاتيا» شاركت في الحدث في شيكاغو مع يوجين برونوالد، فالنتين فوستر، أنطونيو كولومبو وماجدي يعقوب وذلك عندما تحدثت عن 50 عاماً من العمل مع جراحين القلب.
سومرفيل هي المرأة الثانية بعد هيلين تاسيج التي تدخل قاعة مشاهير أمراض القلب عند الأطفال.

## حياتها الشخصية
في عام 1957 تزوجت بلاتناور من والتر سومرفيل الذي التقت به في أواخر عام 1940 عندما كانت في سن السادسة عشر وكان يقيم في المنزل المجاور. وكان للزوجين أربعة أطفال؛ ابنة واحدة وثلاثة أبناء وقد  مات والتر في عام 2005.
تشمل هواياتها جمع التحف والبستنة على السطح وحضور الأوبرا.

## تقاعدها
واصلت سومرفيل السفر حول العالم والتدريس بعد تقاعدها. تعتمد عيادة جوتش في مستشفى ماتر داي في مالطا على نموذجها.
في عام 2013 كانت سومرفيل ضيفة على ديزرت آيلاند ديسكسفي بي بي سي مع كيرستي يونغ.